# NGC 2093
NGC 2093 is een open sterrenhoop in het sterrenbeeld Goudvis. Het hemelobject werd op 30 december 1836 ontdekt door de Britse astronoom John Herschel.

## Synoniemen
- ESO 57-SC23